# Euptychia straminea
Euptychia straminea är en fjärilsart som beskrevs av Butler 1867. Euptychia straminea ingår i släktet Euptychia och familjen praktfjärilar. Inga underarter finns listade i Catalogue of Life.